# Dopolavoro Aziendale Savoia Marchetti S.I.A.I. 1937-1938
Questa voce raccoglie le informazioni riguardanti Il Dopolavoro Aziendale Savoia Marchetti S.I.A.I. nelle competizioni ufficiali della stagione 1937-1938.

## Rosa
| N. |                   | Ruolo | Calciatore           |
| -- | ----------------- | ----- | -------------------- |
|    | Italia (bandiera) | D     | Mario Baldini        |
|    | Italia (bandiera) | P     | Sandro Bonetti       |
|    | Italia (bandiera) | C     | Aldo Borsani         |
|    | Italia (bandiera) | C     | Luigi Buschini       |
|    | Italia (bandiera) | A     | Virgilio Cavalieri   |
|    | Italia (bandiera) |       | Carlo Guzzetti       |
|    | Italia (bandiera) | C     | Giuseppe Joli        |
|    | Italia (bandiera) | A     | Ermelindo Magugliani |
|    | Italia (bandiera) |       | Pierino Malgaroli    |

| N. |                   | Ruolo | Calciatore           |
| -- | ----------------- | ----- | -------------------- |
|    | Italia (bandiera) |       | Alessandro Mantelli  |
|    | Italia (bandiera) | D     | Pio Mara             |
|    | Italia (bandiera) | C     | Carlo Marcora        |
|    | Italia (bandiera) | D     | Enrico Milani        |
|    | Italia (bandiera) | C     | Ferdinando Pallavera |
|    | Italia (bandiera) | C     | Libero Perucco       |
|    | Italia (bandiera) | A     | Pietro Salari        |
|    | Italia (bandiera) | C     | Elio Vallauri        |